# Dicranomyia (Dicranomyia) lindsayi
Dicranomyia (Dicranomyia) lindsayi is een tweevleugelige uit de familie steltmuggen (Limoniidae). De soort komt voor in het Australaziatisch gebied.